# Maladera iridescens
Maladera iridescens är en skalbaggsart som beskrevs av Blanchard 1850. Maladera iridescens ingår i släktet Maladera och familjen Melolonthidae. Inga underarter finns listade i Catalogue of Life.